# The Little Mermaid: Ariel's Beginning
The Little Mermaid: Ariel's Beginning (bra: A Pequena Sereia: A História de Ariel), também conhecido como The Little Mermaid III: Ariel's Beginning, é um filme estadunidense, dos gêneros animação e fantasia. É uma "continuação retroativa" do sucesso dos Estúdios Disney A Pequena Sereia, ou seja, mostra os acontecimentos anteriores ao filme original.
Conta com novas canções e personagens (incluindo Marina Del Ray, uma vilã com a voz de Sally Field). A mãe  de Ariel aparece na história, mas a vilã Úrsula está ausente desse filme. À época, o presidente da DisneyToon, Sharon Morrill, disse que o estúdio pretendia investir mais em novas franquias para personagens Disney pré-estabelecidos; um exemplo disso foi a produção de Tinker Bell, baseada na personagem de Peter Pan.

## Canções

### Em inglês
- "Athena's Song" por Andrea Robinson
- "Just One Mistake" por Sally Field e Jeff Bennett
- "Jump in the Line (Shake, Shake, Shake, Senora)" por Samuel E. Wright e Xico Pupo
- "I Remember" por Jodi Benson
- "Jump In The Line (Shake, Shake, Shake, Senora) (Reprise)" por Samuel E. Wright, Xico Pupo, Jodi Benson, e Parker Goris
- "I Will Sing" por Jeannette Bayardelle